# Psilocalyx wilsoni
Psilocalyx wilsoni är en svampdjursart som beskrevs av Isao Ijima 1927. Psilocalyx wilsoni ingår i släktet Psilocalyx och familjen Tretodictyidae.
Artens utbredningsområde är havet kring Indonesien. Inga underarter finns listade i Catalogue of Life.